# Egyiptom repülőtereinek listája
Ez a lista Egyiptom repülőtereit sorolja fel.

## Repülőterek
| Város                             | ICAO | IATA | Repülőtér neve                                     |
| --------------------------------- | ---- | ---- | -------------------------------------------------- |
| Nemzetközi repülőterek            |      |      |                                                    |
| Kairó                             | HECA | CAI  | Kairói nemzetközi repülőtér                        |
| Alexandria / Borg El Arab         | HEBA | HBE  | Borg El Arab repülőtér                             |
| Aszjút                            | HEAT | ATZ  | Aszjúti repülőtér                                  |
| Asszuán                           | HESN | ASW  | Asszuáni nemzetközi repülőtér                      |
| Egyiptom tervezett fővárosa       | HECP | CCE  | Fővárosi nemzetközi repülőtér                      |
| El-Arís                           | HEAR | AAC  | El Arís-i nemzetközi repülőtér                     |
| Hurghada                          | HEGN | HRG  | Hurghadai nemzetközi repülőtér                     |
| Luxor                             | HELX | LXR  | Luxori nemzetközi repülőtér                        |
| Marsza Alam                       | HEMA | RMF  | Marsza Alam-i nemzetközi repülőtér                 |
| Marsza Matrúh                     | HEMM | MUH  | Marsza Matrúh-i nemzetközi repülőtér               |
| Sarm es-Sejk                      | HESH | SSH  | Sarm es-Sejk-i nemzetközi repülőtér                |
| Szohág                            | HEMK | HMB  | Szohági nemzetközi repülőtér                       |
| Belföldi forgalmú repülőterek     |      |      |                                                    |
| Abu Szimbel                       | HEBL | ABS  | Abu Szimbel-i repülőtér                            |
| Sark Al-Owainat                   | HEOW | GSQ  | Sark Al-Owainat-i repülőtér                        |
| Menetrend szerinti járatok nélkül |      |      |                                                    |
| Dakhla-oázis                      | HEDK | DAK  | Dakhla-oázis repülőtér                             |
| El-Alamein                        | HEAL | DBB  | El-alameini nemzetközi repülőtér                   |
| El Kharga                         | HEKG | UVL  | El Kharga-i repülőtér                              |
| El-Tor                            | HETR | ELT  | El Tor-i repülőtér                                 |
| Gíza                              | HESX | SPX  | Szfinx nemzetközi repülőtér                        |
| Port Szaíd                        | HEPS | PSD  | Port Szaíd-i repülőtér                             |
| Szent Katalin                     | HESC | SKV  | St. Catherine nemzetközi repülőtér                 |
| Szíva-oázis                       |      | SEW  | Szíva-oázis repülőtér                              |
| Tába                              | HETB | TCP  | Tábai nemzetközi repülőtér                         |
| Bezárt repülőterek                |      |      |                                                    |
| Alexandria                        | HEAX | ALY  | Alexandria El Nouzha nemzetközi repülőtér (bezárt) |
| Gíza                              | HEEM |      | Embaba repülőtér (bezárt)                          |
| Katonai repülőterek               |      |      |                                                    |
| Kairó                             | HEAZ |      | Almazai légibázis                                  |
| Kairó                             | HECW | CWE  | Nyugat-kairói légibázis                            |
| Kairó                             | HE13 |      | Vádi el-Gandali repülőtér                          |
| További repülőterek               |      |      |                                                    |
| Abu Rudeisz                       |      | AUE  | Abu Rudeisz-i repülőtér                            |
| El-Gona                           | HEGO |      | El Gona-i repülőtér                                |
| El-Gora                           | HEGR | EGH  | El Gora-i repülőtér                                |
| Rasz an-Naqb                      |      | RAF  |                                                    |
| Rasz Sokeir                       |      |      | Rasz Sokeir-i új repülőtér                         |